# SZU–100
A SZU–100 (oroszul: Самоходная установка / Szamohodnaja Usztanovka) típusú szovjet páncélvadászt a második világháború idején fejlesztette ki a Szovjetunió, a T–34/85 szolgálatba állítása idején. A típus alapjául a SZU–85 szolgált, melyet 100 mm-es D–10SZ harckocsiágyúval szereltek fel. Homlokpáncélzata 75 mm vastag volt, a lövegpajzs védettsége pedig 110 mm. A jármű a háború utolsó évében került bevetésre, és mindegyik német harckocsira veszélyt jelentett. A konfliktus lezárulását követően a szovjet és a velük szövetséges haderők soraiban a világ számos táján szolgáltak.

## Fejlesztési történet
A szovjetek részéről, a kurszki csata idejére világossá vált, hogy a német páncélosok következő generációját képviselő Tiger I, Panther és Ferdinand ellen a T–34/76 harckocsi már nem tudja hatásosan felvenni a küzdelmet. A megoldást a T–34 átfegyverzésében látták, nagyobb űrméret-hosszúságú és kaliberű 85 mm-es lövegre. Ezek a módosítások azonban a harckocsi lövegtornyának áttervezését is igényelték, ami időt vett igénybe.
Gyors válaszként és köztes megoldás gyanánt ezért 1943 közepén, a T–34-es alvázát felhasználva rögtönöztek egy zárt küzdőterű, 85 mm-es fő fegyverzettel felszerelt önjáró löveget, amit SZU–85 jelzéssel állítottak hadrendbe. A tapasztalatok azonban beigazolták, hogy a Tiger I és Panther harckocsikkal szemben a SZU–85 csak 1000 m-en belül tudta felvenni a harcot. Ezért többnyire (a németektől ellesett módon) lesállásban alkalmazták ezt a típust.
A megoldást egy még nagyobb tűzerejű löveg beépítése jelentette, melyhez az alapot a 100 mm-es B–34-es vízfelszíni és légvédelmi rendeltetésű, hajófedélzeti fegyver képezte. Ennek áttervezésével hozták létre a 100 mm űrméretű D–10SZ löveget (a típusjelzés végén szereplő SZ a Szamohodnaja azaz önjáró megnevezésből ered). Ezzel jelentősen javult a  tűzerő és a Tiger I és Panther harckocsikat immáron 1500 m-es távolságból is leküzdhetővé tette. 
További előny volt, a nagyobb űrméretű, így például az ISZU–122 szovjet önjáró löveghez képest (melynek 122 mm-es űrméretű D-25SZ típusú ágyúja volt), hogy a SZU-100 egyesített lőszert tüzelt, míg előbbi (tüzérségi fegyverből fejlesztett ágyújából adódóan) osztott lőszert használt. A SZU–100 esetében ez 5-6 lövés/perces tűzgyorsaságot eredményezett, szemben az ISZU–122 2-3 lövés/perces tűzgyorsaságával.
A fő fegyverzeten kívül a küzdőtér tetejére, jobb oldalt felszerelt parancsnoki kupola jelentette a főbb különbséget az előd SZU–85-höz képest, viszont géppuskával nem rendelkezett, ami a típus magyarországi bemutatkozása során is veszteségekkel járt.

## Harci alkalmazás
A SZU-100 páncélosok alapvető szervezeti egysége a szakasz volt, melyben 5 db ilyen önjáró löveg kapott helyet. Az önjáró tüzérezred 21 db SZU-100 páncélosból szerveződött (4 db szakasz és egy ezredparancsnoki SZU-100-ból állt. 3 db tüzér ezred alkotott egy önjáró tüzérdandárt (63-65 db önjáró lövegből állt). Kezdetben a szovjeteknél is volt vegyes típusokkal felszerelt tüzérezred, de a háború későbbi szakaszában áttértek a homogén alakulatokhoz, logisztikai szempontokat is szem előtt tartva.
A típus első éles bevetésére Magyarországon, azon belül is Zsámbékon került sor a Konrád 2 hadművelet keretében, 1945. január 7-én. Reggel 6:30-kor, a 3. SS Totenkopf páncéloshadosztályhoz tartozó 6. SS-páncélgránátos ezred 18 db páncélos támogatásával megindította a támadást, Zsámbéktól északnyugatra az erdősáv felől. Eközben beleütköztek a 315. magaslatnál lesállásokat foglaló 110. szovjet harckocsi dandár védelmi vonalaiba, erős tűz alá kerültek és visszavonultak az erdő felé. Két század SS-páncélgránátosnak sikerült behatolnia a 315. magaslattól észak keletre elhelyezkedő erdőbe. Itt a támogató gyalogság által magára hagyott 382. szovjet önjáró tüzérezred SZU–100-as önjáró lövegei igyekeztek útját állni a német páncélgránátosoknak.
Azonban mivel a SZU–100 önjáró lövegeken nem volt védő géppuska és a szovjet páncélos legénység PPS–41 géppisztolyainak lőtávolsága is korlátozott volt, a páncélgránátosok kihasználták Sturmgewehr 44 gépkarabélyaik és géppuskáik nagyobb lőtávolságát és lefogták a szovjet önjáró lövegek lövész támogató feladatokat ellátó kezelő személyzetét, majd beszivárogtak a védőállásokba és kézi páncéltörő rakétavetőkkel 11 db önjáró löveget kilőttek, de a németek vesztesége is súlyos volt. A támadó Panther harckocsik közül 9 db-ot lőttek ki a 382. önjáró tüzér ezred SZU–100 páncélosai.
A típus az 1945. március 12-i harcokban Tükröspusztánál ütközött meg az 509. Nehéz páncélososztály Tiger B nehéz páncélosaival. Az elaknásított terepen a Tiger B harckocsik elakadtak és a beásott SZU -100-asok lesállásból a támadó 16 db Tiger B közül 14 darabot lőtt ki. Majd az német utász csapatok átjárókat nyitottak az aknamezőn és a maradék két darab Tiger B bejutott a szovjet önjáró lövegek harcállásai közé. Mivel a szovjet páncélosok be voltak ásva és azok lövegei is csak korlátozott oldal irányzást tettek lehetővé, a Tiger B-k kihasználták forgatható lövegtornyukat és kilőtték a statikus lőállásban várakozó SZU-100-as önjáró lövegeket.

## Rendszeresítő országok

A SZU-100-ast rendszeresítő országok

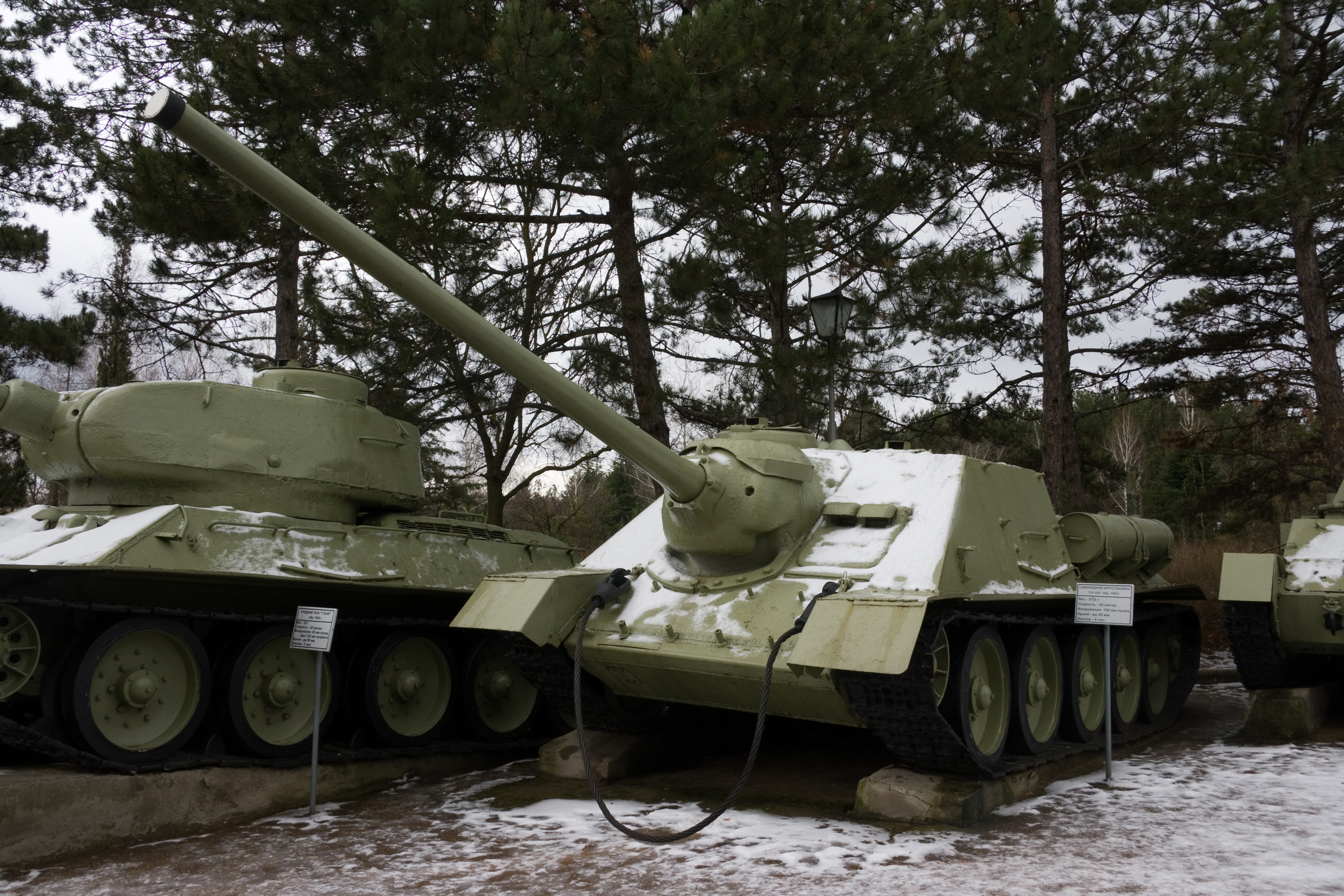
SZU-100-as páncélvadász a Sapun Gorai múzeumban

- Albánia
- Algéria
- Bulgária
- Csehország
- Csehszlovákia
- Egyiptom
- Észak-Korea
- Jemen
- Kína
- Kuba
- Lengyelország
- Marokkó
- NDK
- Románia
- Szíria
- Szlovákia
- Szovjetunió
- Vietnám